# ルカン礁
座標: 北緯26度6分18秒 東経127度32分0秒 / 北緯26.10500度 東経127.53333度

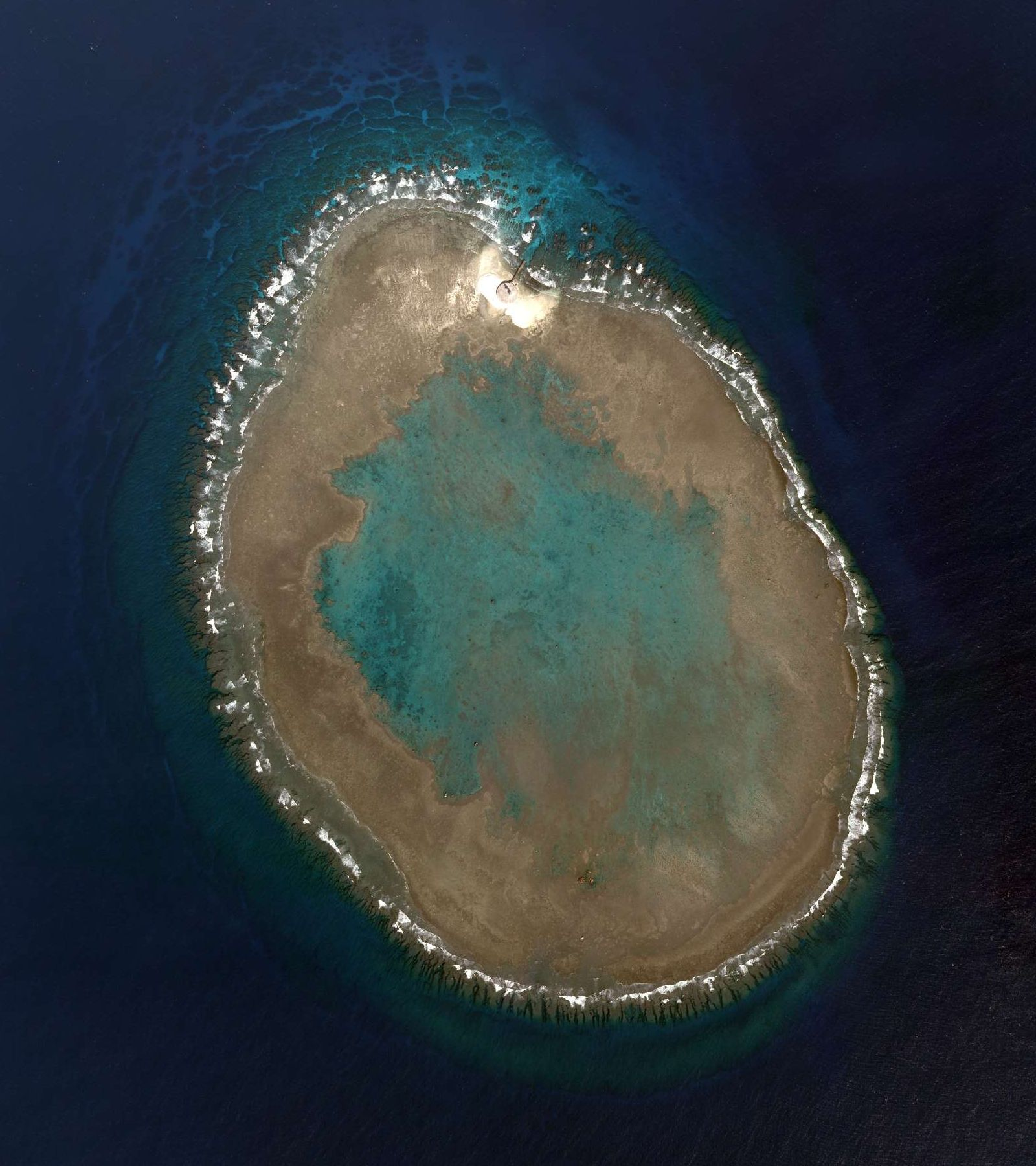
ルカン礁、2008年撮影。
出典:『国土交通省「国土画像情報（カラー空中写真）」（配布元：国土地理院地図・空中写真閲覧サービス）』

ルカン礁（ルカンしょう）は、沖縄本島南部の西方に位置するサンゴ礁である。

## 地理
沖縄県糸満市に属し、同市の最西端に位置する。糸満市の西約13キロメートルの東シナ海にあり、北西 - 南東方向に伸びる楕円形で、長軸約1.8キロメートル、短軸約1.2キロメートルのサンゴ礁である。干潮時において、中心部の窪んだ礁池（イノー）以外は海面に現れる。ルカン礁を「環礁」と紹介している文献があるが、大陸棚上に形成され、また浅い礁池であることから「台礁」に含まれる。

## 歴史
地形図や海図には「ルカン礁」と記されており、「ルカズニ」や単に「ルカ」とも呼ばれる。『ペリー艦隊日本遠征記』所蔵の地図に「Hall's Reef」、1886年（明治19年）の『寰瀛水路誌』に「魯嘉（ろか）島」と表記されている。
古くから、大潮の干潮時に地元住民が潮干狩りを行っている。周辺は糸満漁民に利用されてきた豊かな漁場で、ハマフエフキやイカの住処があるといわれた。シュノーケリングやダイビングなどのマリンツアーも催される。北端部に灯台が設置されている。